# Пробивна людина
«Пробивна людина» — радянський художній фільм 1979 року, знятий режисером Олегом Фіалком на Кіностудії ім. О. Довженка.

## Сюжет
Новий молодий директор автобази виявляє енергію та вміння домовитися з усіма для спільного блага, проте його принцип «ти — мені, я — тобі» поки що не затверджено колективом автобази…

## У ролях
- Олександр Мартинов — Сергій Васильович Пєтухов, новий начальник автобази
- Леонід Бєлозорович — Олексій Федорович Січкін, автослюсар, депутат
- Наталія Кустинська — Ірина
- Олена Драпеко — Валя, наречена Січкіна
- Галина Логінова — Світлана, дружина Пєтухова
- Віктор Тарасов — Роман Олександрович Авдєєнко, співробітник «Променерго»
- Дмитро Франько — Микола Петрович, старий начальник автобази
- Сергій Харченко — Семенов, працівник автобази
- Володимир Басов — винахідник
- Микола Олялін — начальник управління
- Віктор Мірошниченко — голова міськвиконкому
- Валентин Бєлохвостик — шофер
- Микола Воронін — судовий засідатель
- В. Голівець — епізод
- Семен Дашевський — епізод
- Галина Довгозвяга — суддя
- Юрій Крітенко — Вітя, автослюсар
- Людмила Лобза — чергова залізничним переїздом
- Сергій Філімонов — епізод
- Олександр Мілютин — співробітник управління
- Роман Мервинський — Тарас
- Наталія Надірадзе — Ліза
- Галина Нехаєвська — секретар
- Лев Перфілов — «Пушкін», робітник молочної ферми
- Євген Паперний — економіст
- Василь Хорошко — шофер
- Микола Шутько — водій персональної «Волги»
- Юрій Юрченко — епізод
- Юрій Дубровін — автослюсар
- Віктор Степаненко — автослюсар

## Знімальна група
- Режисер — Олег Фіалко
- Сценаристи — Олександр Борисов, Валентин Чернов
- Оператор — Віктор Політов
- Композитор — Валентин Сильвестров
- Художник — Едуард Шейкін